# Gentianella herrerae
Gentianella herrerae là một loài thực vật có hoa trong họ Long đởm. Loài này được (Reimers) Zarucchi mô tả khoa học đầu tiên năm 1993.